# Úrbel
L'Úrbel est un cours d’eau espagnol d'une longueur de 55 km qui coule dans la communauté autonome de Castille-et-León. Il est un affluent de l'Arlanzón dans le bassin du fleuve le Douro.